# 北海道中央バス江別営業所

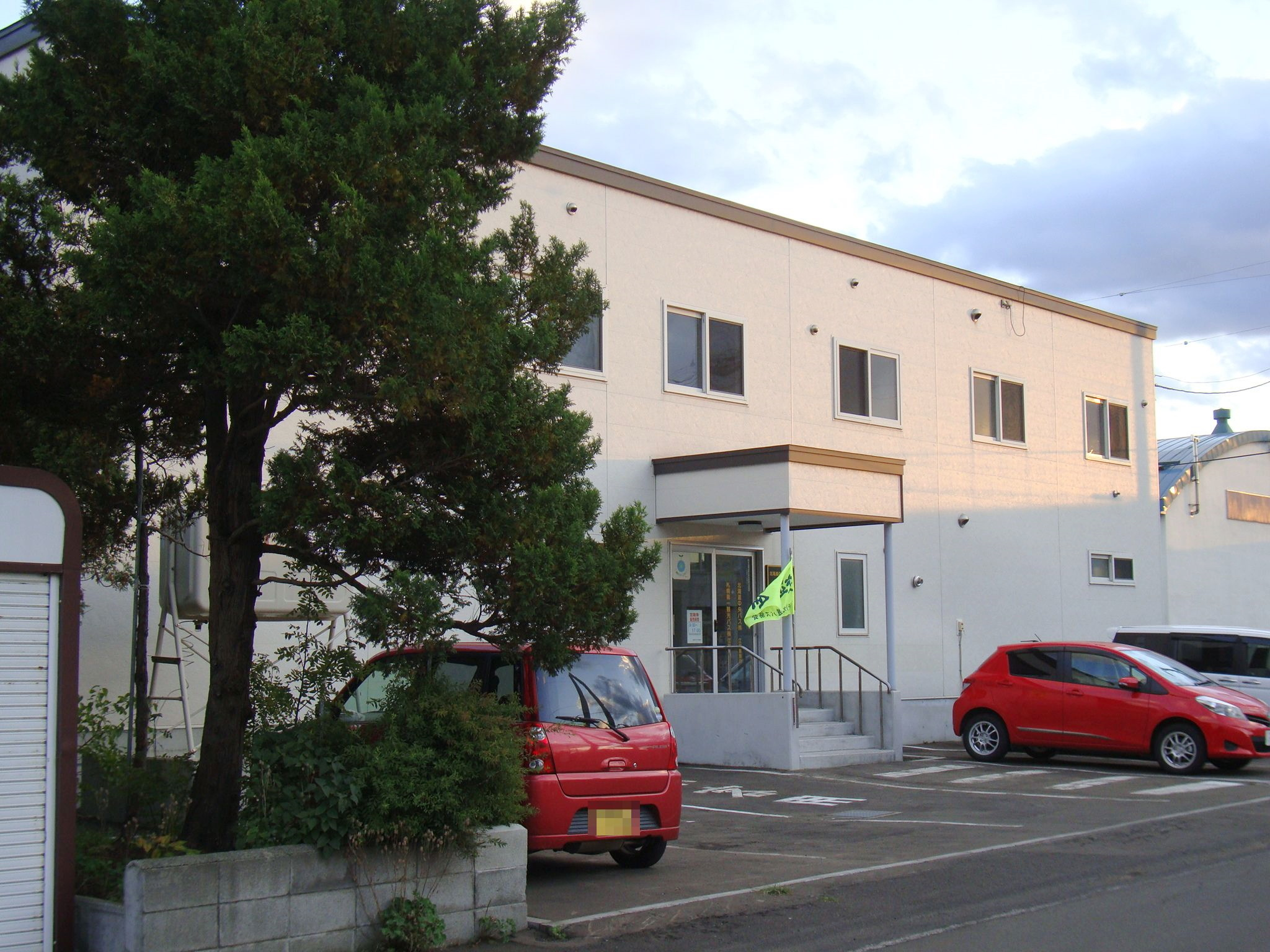
江別営業所

北海道中央バス江別営業所（ほっかいどうちゅうおうバスえべつえいぎょうしょ）は、北海道中央バス（中央バス）が北海道江別市向ケ丘13-8に設置する、バス事業部（旧・札幌事業部）に属する営業所である。事務所内に乗車券発売窓口を設置する。

## 歴史
1943年（昭和18年）3月1日の北海道における旅客自動車運輸事業統合要綱（いわゆる戦時統合）による北海道中央乗合自動車発足時に江別駅前に設置されたが、1955年（昭和30年）11月28日に当別営業所へ統合廃止となった。
1961年（昭和36年）7月5日に当別営業所江別出張所として再開設。1964年（昭和39年）12月1日に乗り場を併設した施設へ新築移転。1967年（昭和42年）3月1日より江別営業所となった。
施設の老朽化などのため2007年（平成19年）11月11日に車庫近くの現在地に移転し江別ターミナルは閉鎖となった。
2003年（平成15年）4月1日より全路線の運行管理を札幌第一観光バスへ委託する。

## 路線
江別市内を通る一般路線全般を担当。他営業所が主担当の路線を運行する場合や、下記路線を他営業所が運行する場合がある。「（高速）野幌」に停車する高速バスついては、野幌バスストップから担当営業所記事を参照。
江別市では中央バスのほかジェイ・アール北海道バス（空知線）と夕張鉄道（夕鉄バス）も運行しており、経路等の重複や人口が増加しているもののバス路線が空白の地区が見られていた。これを適正化すべく路線再編が順次進められ、中央バス関連は2018年（平成30年）10月1日より各路線で競合解消や効率化が行われた。以下、「再編計画」と記す部分は「実施日の2018年（平成30年）10月1日」を示す。
2025年（令和7年）4月1日現在。

### 札江線
- 90：江別駅前 - 江別郵便局 - 江別市立病院 - 3番通5丁目 - 見晴台緑地 - 見晴台 - 新石狩大橋 - 世田ヶ谷 - 中央角山 - 市界 - 東雁来 - イオンモール札幌苗穂入口 - 本町1条10丁目 - 苗穂町12丁目 - 東橋 - サッポロファクトリー前 - 札幌ターミナル

再編計画により、飛鳥山公園経由から江別市立病院経由に変更し通院利便を図る。

### 江別・新さっぽろ線
- 5・55：江別駅前 - 江別郵便局 - 江別市立病院 - いずみ野小学校 - 見晴台 - 見晴台緑地 - 3番通5丁目 - 道立消防学校 - 白樺通 - 宮町西 - 厚別北3条5丁目 - 厚別北2条2丁目 - 厚別中央5条5丁目 - 東商業高校 - 新さっぽろ駅
- 60：江別駅前 - 江別郵便局 - 江別市立病院 - いずみ野小学校 - 見晴台 - 新栄台 - 中央中学校南 - 道立消防学校 - 白樺通 - 宮町西 - 厚別北3条5丁目 - 厚別西4条6丁目 - 厚別中央5条5丁目 - 東商業高校 - 新さっぽろ駅

55は2008年（平成20年）4月1日より5系統の新さっぽろ駅を19時台後半以降に出発する便を江別市立病院止まりとした系統。同年12月1日より本運行を開始したミッドナイトバス（金曜日のみ）は再編計画により廃止。
60は再編計画で6（あけぼの団地 - 江別駅前 - 元江別市営住宅 - 3番通5丁目 - 厚別西4条6丁目 - 新さっぽろ駅）のあけぼの団地 - 江別駅前間を廃止し、廃止区間から市内への移動を江別2番通線、新札幌方面への移動を夕鉄バスに集約。人口が増加する新栄台経由とし系統番号を変更。
札幌市交通局（札幌市営地下鉄）との連絡運輸（乗継割引）は、札幌市内となる厚別北3条5丁目から適用、新さっぽろ駅（新札幌バスターミナル）が乗継指定停留所・駅となる。乗継割引に関する概要は、北海道中央バス#運賃形態、札幌市営地下鉄#乗継割引を参照。

### 野幌見晴台線
- A・C：野幌駅北口 - 高砂駅前 - 錦町 - 新栄台 - 見晴台 - 見晴台緑地 - 4番通6丁目 - 湯川公園 - 野幌駅通 - 野幌駅北口
- B・D：野幌駅北口 - 高砂駅前 - 錦町 - 新栄台 - 見晴台 - いずみ野小学校 - 4番通6丁目 - 湯川公園 - 野幌駅通 - 野幌駅北口

AとBは錦町先回り、CとDは湯川公園先回り。区間便あり。
再編計画により江別錦町線と江別4番通線を統合し新設。

### 江別2番通線
- 22：あけぼの団地 - 江別太小学校 - 江別駅前 - 江別郵便局 - 江別市立病院（構内） - 江別営業所（旧・向ケ丘） - 幸町 - 野幌駅北口 - 野幌駅通 - 白樺通 - 大麻11丁目 - 大麻駅前
- 24：あけぼの団地 - （同経路） - 野幌駅通 - 野幌高校 - 大麻11丁目 - 大麻駅前

2008年（平成20年）4月1日、江別南線廃止の代替として江陽中学校経由 (21, 23)を新設。再編計画までに20, 21, 23大麻西町発着系統と江陽中学校経由を廃止。24は再編計画による江別4番通線廃止により新設された野幌高校経由に充てられた。大麻11丁目 - 大麻駅前間は他社路線と競合するが、江別市立病院通院利便を考慮し経路変更は行わない。

## 主な休廃止路線
旧・当別営業所担当路線を含む。
江別月形線
- 江別ターミナル - 石狩大橋 - 美原 - 新篠津市街 - 月形駅前

当江線
- 当別ターミナル - 対雁 - 蕨岱 - 篠津 - 石狩大橋 - 江別ターミナル

1993年（平成5年）12月15日廃止、札幌第一観光バスに移管された。その後2005年（平成17年）4月1日に札幌第一観光バスも撤退し下段モータースが運行を開始。下段モータースの運行も2016年（平成28年）3月31日をもって廃止となった。
石狩川を挟んだ当別側は戦前に廃止された江当軌道跡にほぼ沿っていた。
中央バス運行当初は当別営業所管轄であった。札幌第一観光バスでの運行開始当初も当別営業所が管轄したが、廃止により江別営業所の管轄に変更された。
江別岩見沢線
- 江別ターミナル - 幌向駅前 - 岩見沢ターミナル

1994年（平成6年）4月1日廃止。かつては札幌から空知方面への各特急バス路線に江別経由便が存在しており、これらの便も同区間を経由していた。2003年（平成15年）3月1日にジェイ・アール北海道バスが空知線の江別駅前 - 岩見沢駅前を廃止したため、以降江別ターミナル（江別駅前） - 幌向駅前間には路線バスが一切設定されていない。
南幌線、江別南線
- 江別ターミナル - 江陽中学校 - 南6線 - 南7線 - 南幌高校前 - 南幌

1999年（平成11年）12月1日廃止。南7線以遠の南幌町域は高速ゆうばり号・高速くりやま号が停留所を増設。南6線までの江別市域は江別南線として運行され野幌駅前発着系統が新設された。その後江別南線も2008年（平成20年）4月1日に廃止され、一部区間は江別2番通線の経路変更で代替された。
現在も運行される夕鉄バスの新さっぽろ - 江別 - 南幌線は北海道道1056号江別長沼線を経由するのに対し、南幌線は国道337号経由で運行されていた。
一時は札江線や南岩線（南幌 - 栗沢駅前 - 岩見沢ターミナル）との直通系統も設定されていた。なお南岩線は2005年（平成17年）4月1日の改正で廃止されている（北海道中央バス岩見沢営業所参照）。
札当線
- 札幌ターミナル - （90 札江線と同経路） - 新石狩大橋 - 篠津 - 蕨岱 - 対雁 - 当別ターミナル

2000年（平成12年）4月1日廃止。急行便も設定されていた。
江別・空港線
- 大麻駅前・大麻11丁目・向ケ丘・上江別西町・北広島共栄・北広島駅通・恵み野 - 千歳駅前・新千歳空港

1999年（平成11年）7月21日より同年11月30日までの予定で試験運行を開始。同年12月1日以降も継続運行され千歳駅前増設などが行われたが2002年（平成14年）4月1日に廃止された。
大麻線
- 91：札幌ターミナル - （90 札江線と同経路） - 雁来 - 東米里小学校 - 上新川 - 大麻15丁目 - 大麻駅前 - 大麻11丁目 - 2番通9丁目 - 向ケ丘 - 市立病院前 - 江別ターミナル

2004年（平成16年）12月1日廃止。札江線と異なり、江別市中心部（2番通）を東西に抜けていた。
大麻循環バス
- 大麻駅前 - 大麻16丁目 - 大麻駅前 - 大麻北町 - 大麻駅前

2008年（平成20年）4月1日廃止。
江別錦町線
- 1：江別駅前 - 江別市立病院 - 元江別 - 見晴台 - 中央中学校通 - 4番通6丁目 - 幸町東 - 野幌駅北口
- 11：江別駅前 - （1と同経路） - 幸町東（→野幌駅北口→高砂駅前→）
  - 往路は野幌駅北口経由高砂駅前行、復路は野幌駅北口発高砂駅前経由となる。
- 15：江別市立病院 - （1と同経路） - 幸町東 - 野幌駅北口

2008年（平成20年）4月1日に高砂線（江別駅前 - 見晴台 - 高砂駅前）および江別3番通線（江別駅前 - 3番通 - 野幌駅前）を廃止・統合のうえ新設。同年12月1日、江別4番通線高砂駅前発着系統廃止の代替路線として11を新設し、復路を全便野幌駅前始発に変更。
2014年12月1日より野幌駅前を野幌駅北口に改称し路上から駅前広場内に停留所を移転。さらに1・15を往復は起終点を野幌駅北口に統一。
再編計画により野幌見晴台線へ統合廃止。
江別4番通線
- 40：江別駅前 - 江別市立病院 - 元江別 - 見晴台 - 見晴台公園 - 4番通6丁目 - 野幌高校 - 4番通10丁目 - 3番通10丁目 - 情報図書館 - 野幌駅通（→野幌駅北口→野幌7丁目→）
- 45：江別市立病院 - （40と同経路） - 野幌駅通（→野幌駅北口→野幌7丁目→）
  - 往路は野幌駅北口経由野幌7丁目行、復路は野幌駅北口始発野幌7丁目経由となる。

2000年（平成12年）12月1日に野幌で運行を打ち切らない循環系統として新設されたが、2008年（平成20年）4月1日に循環系統を廃止し一部便を江別市立病院発着(45)に短縮した。同日には一部便を高砂駅前まで延長(41)したが、同年12月1日に廃止され代替として江別錦町線(11)を新設、復路を全便野幌駅前始発に変更した。
なお同日より45番で深夜バス（復路・金曜日のみ）の試験運行を始め、後に継続運行へ至ったものの最終的には数年で廃止となっている。
2014年12月1日より野幌駅前を野幌駅北口に改称の上、路上にあった停留所を駅前広場内へ移転。
再編計画により野幌見晴台線へ統合廃止。
江別霊園墓参バス
- 臨時：江別駅前・江別郵便局・3番通3丁目 - 江別霊園[8]

2019年（令和元年）度の運行をもって廃止。

## 江別ターミナル
移転前の営業所構内（江別市4条7丁目2）に3か所の乗降所と待合室・発券窓口が設けられていた。2007年（平成19年）11月11日の営業所移転を前に乗り場が先行して閉鎖され、各路線路上停留所発着となった。移転後の同年12月1日ダイヤ改正をもって「江別駅前」停留所に統合されている。
乗り場供用時の発着路線
- 1番乗り場
  - 札幌ターミナル方面（90 札江線）
  - 南6線方面（江別南線 江別ターミナル始発系統）
- 2番乗り場
  - 新さっぽろ駅方面（江別・新さっぽろ線）
- 3番乗り場
  - 新篠津村営バス（ニューしのつバス） 新篠津市街・月形高校前方面（江別・月形線）
- 営業所前路上
  - 大麻西町・大麻駅前方面（江別2番通線）
  - 野幌駅前方面（江別3番通線、高砂線、江別南線）
  - 野幌駅前・江別駅前方面（江別4番通線 循環）
- 営業所向かい側路上
  - あけぼの団地方面（江別・新さっぽろ線、江別2番通線）
  - 江別駅前方面（江別3番通線、江別4番通線、高砂線）
  - 南6線方面（江別南線 野幌駅前始発系統）
  - 下段モータース 当別駅北口方面（当江線）

ニューしのつバスと下段モータースは中央バスおよび札幌第一観光バスの廃止代替バスで引き続きターミナルに発着していたが、下段モータースの停留所名は「江別駅前」となっていた。2008年（平成20年）4月1日よりすべての路線が江別駅の前の停留所から発車するよう変更されている。

## 江別営業所管轄の事業所
当別ターミナル（廃止）
北海道中央乗合自動車発足時は厚田郡厚田村に厚田営業所が設置され、1950年（昭和25年）9月13日に石狩郡当別町太美へ移転し太美営業所となった。1955年（昭和30年）11月28日に当別町中心部へ移転し、旧・江別営業所を統合の上で当別営業所となった。1967年（昭和42年）11月21日には当別町下川通118に乗り場併設の施設を新築し移転。1973年（昭和48年）2月1日には江別営業所へ統合となり、江別営業所当別ターミナルに組織変更された。
2000年（平成12年）4月1日の札当線廃止で中央バス路線は無くなり札幌第一観光バスが当別営業所として単独で使用していたが、老朽化により2002年（平成14年）4月30日をもって閉鎖されている。札幌第一観光バス当別営業所に関しては札幌第一観光バス#事業所を参照。